# Paulina Porizkova

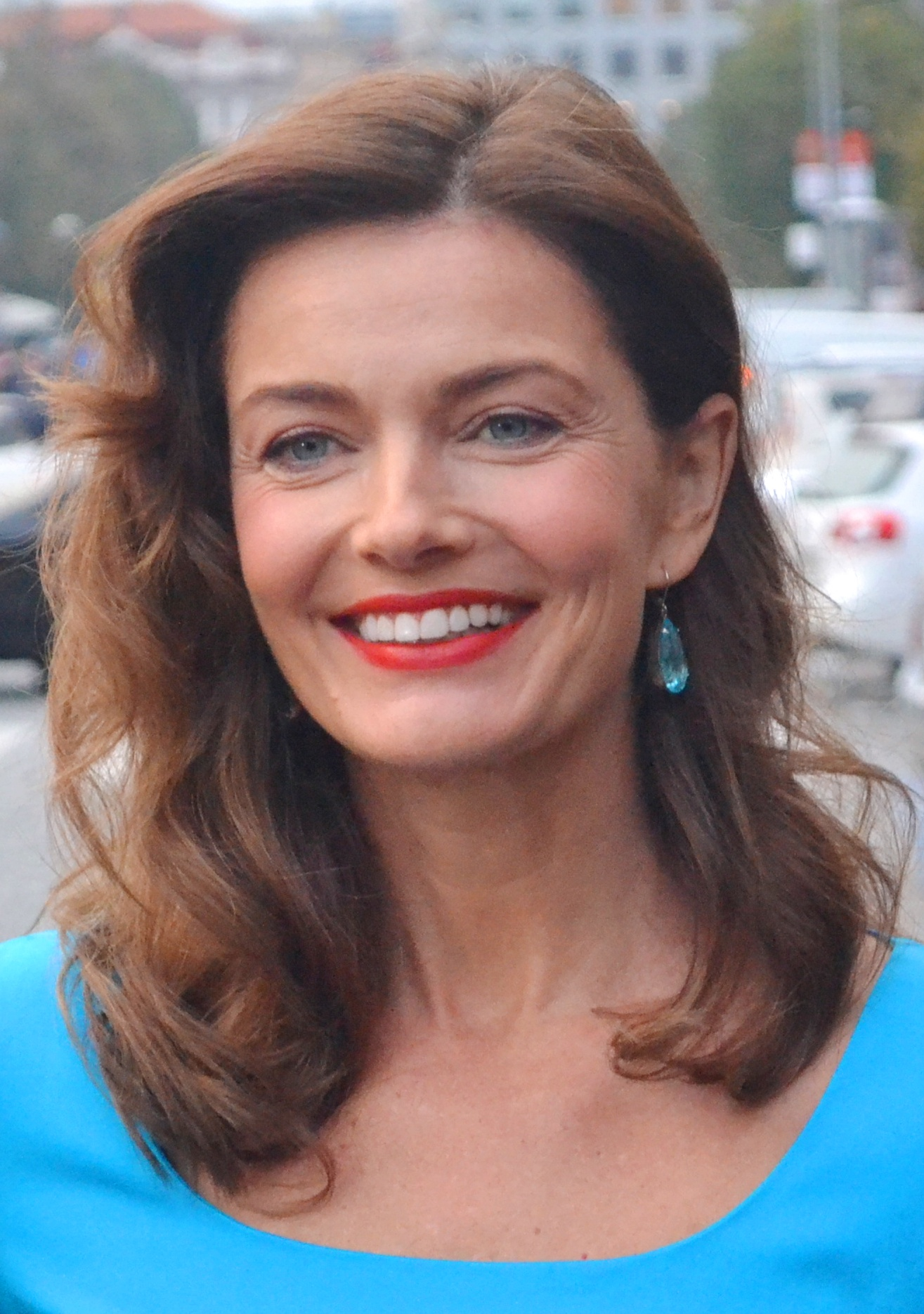
Paulina Porizkova, 2014

Paulina Porizkova (* 9. April 1965 in Prostějov, Tschechoslowakei; als Pavlína Pořízková) ist ein tschechisch-US-amerikanisches Fotomodell und Schauspielerin.

## Leben
Ihre Eltern flüchteten nach der sowjetischen Invasion im Jahr 1968 aus der Tschechoslowakei nach Schweden. Die Kinder, die in der Zwischenzeit von ihrer Großmutter erzogen wurden, konnten erst nach sieben Jahren nachziehen.
Im Jahr 1980 wurde Porizkova von der Modelagentur Elite Model Management engagiert. Sie erschien auf den Titelseiten der Zeitschriften wie Life, Vogue, Sports Illustrated Swimsuit Issue und Playboy. In den 1980er Jahren gehörte sie zu den bekanntesten Fotomodels weltweit. Sie war zudem die Hauptdarstellerin im Musikvideo für das The-Cars-Lied Drive. Im Jahr 1988 erhielt sie ca. sechs Millionen US-Dollar als Darstellerin für einen Werbefilm des Kosmetikunternehmens Estée Lauder Inc. Zudem war sie von Staffel 10 bis 13 Jurymitglied bei America’s Next Top Model.
Porizkova spielte im Film Ninas Alibi (1989) neben Tom Selleck eine der Hauptrollen, für die sie 1990 für die Goldene Himbeere nominiert wurde. Im Film Arizona Dream (1993) spielte sie neben Johnny Depp und Faye Dunaway eine größere Rolle; es folgten eine Rolle in dem Film Thursday – Ein mörderischer Tag (1998, neben Aaron Eckhart) und die Hauptrolle in Der Tod kommt nie allein (2000, neben Rutger Hauer). Das Angebot der Hauptrolle im James-Bond-Film GoldenEye schlug sie aus. Im Jahr 2007 veröffentlichte sie den Roman A Model Summer. Im Jahr 2010 erhielt Paulina Porizkova zusammen mit ihrer Model-Kollegin Heidi Klum für die Episode 6x17 Chromolume No. 7 der US-amerikanischen Fernsehserie Desperate Housewives eine Gastrolle, in der sie sich selbst spielt.
Porizkova war von 1989 bis 2018 mit dem 2019 verstorbenen Musiker Ric Ocasek verheiratet, den sie 1984 beim Videodreh zu Drive kennengelernt hatte. Das Paar hatte zwei Söhne. Sie erhielt die Staatsbürgerschaft der Vereinigten Staaten.

## Filmografie (Auswahl)
- 1983: Portfolio
- 1984: Covergirl
- 1987: Anna… Exil New York (Anna)
- 1989: Ninas Alibi (Her Alibi)
- 1989: Schöne Bescherung (National Lampoon's Christmas Vacation)
- 1993: Arizona Dream
- 1995: Ned & Stacey (Fernsehserie, 1 Folge)
- 1996: Female Perversions
- 1996: Die Stunde der Teufelinnen (Wedding Bell Blues)
- 1997: Long Time Since
- 1998: Thursday – Ein mörderischer Tag (Thursday)
- 2000: After the Rain
- 2000: Intrigen – erotisch und gefährlich (The Intern)
- 2000: Der Tod kommt nie allein (Partners in Crime)
- 2000: Talk to Me (Fernsehserie, 1 Folge)
- 2001: Roomates
- 2001: Dark Asylum
- 2002: Dem Paradies ganz nah (Au plus près du paradis)
- 2002: Im inneren Kreis (People I Know)
- 2004: Second Best
- 2004: Knots – Liebesbande (Knots)
- 2009–2010: Jung und Leidenschaftlich – Wie das Leben so spielt (As the World Turns, Fernsehserie, 5 Folgen)
- 2010: Desperate Housewives (Fernsehserie, 1 Folge)
- 2015: Detective Laura Diamond (Fernsehserie, 1 Folge)
- 2016–2017: Nightcap (Fernsehserie, 10 Folgen)
- 2017: Bull (Fernsehserie, 1 Folge)